# Motorrad-Weltmeisterschaft 1994
Die Motorrad-WM-Saison 1994 war die 46. in der Geschichte der FIM-Motorrad-Straßenweltmeisterschaft.
In den Klassen bis 500 cm³, bis 250 cm³ und bis 125 cm³ wurden 14 und bei den Gespannen acht Rennen ausgetragen.

## Punkteverteilung
Weltmeister wird derjenige Fahrer beziehungsweise der Hersteller, der bis zum Saisonende die meisten Punkte in der Weltmeisterschaft angesammelt hat. Bei der Punkteverteilung werden die Platzierungen im Gesamtergebnis des jeweiligen Rennens berücksichtigt. Die fünfzehn erstplatzierten Fahrer jedes Rennens erhalten Punkte nach folgendem Schema:
| Punkteverteilung | Punkteverteilung | Punkteverteilung | Punkteverteilung | Punkteverteilung | Punkteverteilung | Punkteverteilung | Punkteverteilung | Punkteverteilung | Punkteverteilung | Punkteverteilung | Punkteverteilung | Punkteverteilung | Punkteverteilung | Punkteverteilung | Punkteverteilung |
| ---------------- | ---------------- | ---------------- | ---------------- | ---------------- | ---------------- | ---------------- | ---------------- | ---------------- | ---------------- | ---------------- | ---------------- | ---------------- | ---------------- | ---------------- | ---------------- |
| Platz            | 1                | 2                | 3                | 4                | 5                | 6                | 7                | 8                | 9                | 10               | 11               | 12               | 13               | 14               | 15               |
| Punkte           | 25               | 20               | 16               | 13               | 11               | 10               | 9                | 8                | 7                | 6                | 5                | 4                | 3                | 2                | 1                |

In die Wertung kamen alle erzielten Resultate.

## 500-cm³-Klasse

### Teams und Fahrer
| Team                                            | Hersteller    | Motorrad              | Nr. | Fahrer               | Läufe           |
| ----------------------------------------------- | ------------- | --------------------- | --- | -------------------- | --------------- |
| Lucky Strike Suzuki                             | Suzuki        | Suzuki RGV 500 (XR84) | 1   | Kevin Schwantz       | 1–12            |
| Lucky Strike Suzuki                             | Suzuki        | Suzuki RGV 500 (XR84) | 6   | Alex Barros          | alle            |
| Lucky Strike Suzuki                             | Suzuki        | Suzuki RGV 500 (XR84) | 12  | Juan López Mella     | 14              |
| Lucky Strike Suzuki                             | Suzuki        | Suzuki RGV 500 (XR84) | 19  | Sean Emmett          | 13–14           |
| Marlboro Team Roberts                           | Yamaha        | Yamaha YZR500 (OWF9)  | 3   | Daryl Beattie        | 1–9, 12–14      |
| Marlboro Team Roberts                           | Yamaha        | Yamaha YZR500 (OWF9)  | 5   | Luca Cadalora        | alle            |
| Marlboro Team Roberts                           | Yamaha        | Yamaha YZR500 (OWF9)  | 56  | Norick Abe           | 10–11           |
| Marlboro Team Roberts                           | Yamaha        | Yamaha YZR500 (OWF9)  | 56  | Norick Abe           | 12              |
| Honda Team HRC                                  | Honda         | Honda NSR 500 (NV0S)  | 4   | Mick Doohan          | alle            |
| Honda Team HRC                                  | Honda         | Honda NSR 500 (NV0S)  | 7   | Shin’ichi Itō        | alle            |
| Honda Team HRC                                  | Honda         | Honda NSR 500 (NV0S)  | 8   | Àlex Crivillé        | alle            |
| Cagiva Team Agostini                            | Cagiva        | Cagiva C594           | 10  | Doug Chandler        | alle            |
| Cagiva Team Agostini                            | Cagiva        | Cagiva C594           | 11  | John Kocinski        | alle            |
| Cagiva Team Agostini                            | Cagiva        | Cagiva C594           | 70  | Carl Fogarty         | 10              |
| Lopez Mella Racing Team (Läufe 1–3) Team Repsol | ROC-Yamaha    | ROC-Yamaha GP1        | 12  | Juan López Mella     | 1–9, 11–13      |
| Aprilia Racing Team                             | Aprilia       | Aprilia RSW-2 500     | 13  | Loris Reggiani       | 4–8, 14         |
| Team Millar                                     | Yamaha        | Yamaha YZR500         | 14  | Jeremy McWilliams    | alle            |
| Padgetts Motorcycles                            | Harris-Yamaha | Harris-Yamaha SLS500  | 15  | John Reynolds        | alle            |
| Euroteam                                        | ROC-Yamaha    | ROC-Yamaha GP1        | 16  | Laurent Naveau       | alle            |
| Ducados Honda Pons                              | Honda         | Honda NSR 500         | 17  | Alberto Puig         | alle            |
| Yamaha Motor France                             | ROC-Yamaha    | ROC-Yamaha GP1        | 18  | Bernard Garcia       | 1–3             |
| Team ROC                                        | ROC-Yamaha    | ROC-Yamaha GP1        | 18  | Bernard Garcia       | 4, 6–14         |
| Team ROC                                        | ROC-Yamaha    | ROC-Yamaha GP1        | 28  | Julián Miralles      | 1–4             |
| Team ROC                                        | ROC-Yamaha    | ROC-Yamaha GP1        | 37  | Hervé Moineau        | 5               |
| Team ROC                                        | ROC-Yamaha    | ROC-Yamaha GP1        | 41  | Andrew Stroud        | 14              |
| Team ROC                                        | ROC-Yamaha    | ROC-Yamaha GP1        | 63  | Udo Mark             | 9–10            |
| Team ROC                                        | ROC-Yamaha    | ROC-Yamaha GP1        | 69  | Philippe Monneret    | 9               |
| Team ROC                                        | ROC-Yamaha    | ROC-Yamaha GP1        | 72  | Michael Liedl        | 11              |
| Team ROC                                        | ROC-Yamaha    | ROC-Yamaha GP1        | 79  | Chuck Graves         | 12              |
| Shell Harris Grand Prix                         | Harris-Yamaha | Harris-Yamaha SLS500  | 19  | Sean Emmett          | 1–12            |
| Shell Harris Grand Prix                         | Harris-Yamaha | Harris-Yamaha SLS500  | 40  | Neil Hodgson         | 13–14           |
| Shell Harris Grand Prix                         | Harris-Yamaha | Harris-Yamaha SLS500  | 52  | Scott Doohan         | 1               |
| M.B.M. Racing                                   | Harris-Yamaha | Harris-Yamaha SLS500  | 20  | Kevin Mitchell       | 1–2, 4–14       |
| Team Doorakkers                                 | Harris-Yamaha | Harris-Yamaha SLS500  | 21  | Cees Doorakkers      | alle            |
| Team Pedercini                                  | ROC-Yamaha    | ROC-Yamaha GP1        | 23  | Lucio Pedercini      | alle            |
| Team Pedercini                                  | ROC-Yamaha    | ROC-Yamaha GP1        | 24  | Cristiano Migliorati | alle            |
| Team Elit                                       | ROC-Yamaha    | ROC-Yamaha GP1        | 25  | Marco Papa           | 1–2, 4–6, 11–14 |
| Team Elit                                       | ROC-Yamaha    | ROC-Yamaha GP1        | 38  | Ermanno Bastianini   | 8–9             |
| Team Elit                                       | ROC-Yamaha    | ROC-Yamaha GP1        | 39  | James Haydon         | 10              |
| Haenggeli Racing                                | ROC-Yamaha    | ROC-Yamaha GP1        | 27  | Bernard Haenggeli    | alle            |
| ROC Coronas Repsol                              | ROC-Yamaha    | ROC-Yamaha GP1        | 28  | Julián Miralles      | 5–8             |
| Team Doppler Austria                            | ROC-Yamaha    | ROC-Yamaha GP1        | 29  | Andy Leuthe          | alle            |
| Team Paton                                      | Paton         | Paton V70 C9/2        | 30  | Vittorio Scatola     | 1–2, 4–8, 13–14 |
| Team Paton                                      | Paton         | Paton V70 C9/2        | 42  | Paul Pellissier      | 9, 11           |
| Sachsen Racing Team                             | Harris-Yamaha | Harris-Yamaha SLS500  | 31  | Lothar Neukirchner   | 1–7             |
| Sachsen Racing Team                             | Harris-Yamaha | Harris-Yamaha SLS500  | 32  | Evren Bischoff       | 9               |
| Sachsen Racing Team                             | Harris-Yamaha | Harris-Yamaha SLS500  | 63  | Udo Mark             | 6               |
| MTD Objectif 500                                | ROC-Yamaha    | ROC-Yamaha GP1        | 34  | Bruno Bonhuil        | alle            |
| Jean Foray Racing Team                          | ROC-Yamaha    | ROC-Yamaha GP1        | 36  | Jean Foray           | alle            |
| D.R. Team Shark                                 | ROC-Yamaha    | ROC-Yamaha GP1        | 44  | Marc Garcia          | alle            |
| Slick 50 Team WCM                               | ROC-Yamaha    | ROC-Yamaha GP1        | 50  | Niall Mackenzie      | alle            |
| J.P.J. Racing                                   | ROC-Yamaha    | ROC-Yamaha GP1        | 51  | Jean-Pierre Jeandat  | alle            |
| Mister Yumcha Blue Fox                          | Honda         | Honda NSR 500         | 56  | Norick Abe           | 3               |
| YRTR                                            | Yamaha        | Yamaha YZR500         | 57  | Toshihiko Honma      | 3               |
| Manfred Erhardt                                 | Harris-Yamaha | Harris-Yamaha SLS500  | 62  | Manfred Erhardt      | 6               |
| Triton Team GB                                  | Harris-Yamaha | Harris-Yamaha SLS500  | 73  | Nick Hopkins         | 10              |
| Felipe Horta                                    | Harris-Yamaha | Harris-Yamaha SLS500  | 77  | Felipe Horta         | 13              |
| Yamasur                                         | Harris-Yamaha | Harris-Yamaha SLS500  | 79  | Nestor Amoroso       | 13              |
| Quelle:                                         |               |                       |     |                      |                 |

| Legende         |
| --------------- |
| Stammfahrer     |
| Wildcard-Fahrer |
| Ersatzfahrer    |

### Rennergebnisse
|    | Datum  | Rennen                 | Strecke       | Platz 1        | Platz 2        | Platz 3        | Pole-Position  | Schn. Rennrunde | Gesamtführender Fahrer | Gesamtführender Konstrukteur |
| -- | ------ | ---------------------- | ------------- | -------------- | -------------- | -------------- | -------------- | --------------- | ---------------------- | ---------------------------- |
| 1  | 29.03. | GP von Australien      | Eastern Creek | John Kocinski  | Luca Cadalora  | Mick Doohan    | John Kocinski  | Luca Cadalora   | John Kocinski          | Cagiva                       |
| 2  | 10.04. | GP von Malaysia        | Shah Alam     | Mick Doohan    | John Kocinski  | Shin’ichi Itō  | John Kocinski  | Mick Doohan     | John Kocinski          | Cagiva                       |
| 3  | 24.04. | GP von Japan           | Suzuka        | Kevin Schwantz | Mick Doohan    | Shin’ichi Itō  | Luca Cadalora  | Kevin Schwantz  | Mick Doohan            | Honda                        |
| 4  | 08.05. | GP von Spanien         | Jerez         | Mick Doohan    | Kevin Schwantz | John Kocinski  | Kevin Schwantz | Kevin Schwantz  | Mick Doohan            | Honda                        |
| 5  | 22.05. | GP von Österreich      | Salzburgring  | Mick Doohan    | Kevin Schwantz | Àlex Crivillé  | Mick Doohan    | Mick Doohan     | Mick Doohan            | Honda                        |
| 6  | 12.06. | 58. GP von Deutschland | Hockenheim    | Mick Doohan    | Kevin Schwantz | Alberto Puig   | Mick Doohan    | Mick Doohan     | Mick Doohan            | Honda                        |
| 7  | 25.06. | 64. Dutch TT           | Assen         | Mick Doohan    | Alex Barros    | Àlex Crivillé  | Mick Doohan    | Mick Doohan     | Mick Doohan            | Honda                        |
| 8  | 03.07. | GP von Italien         | Mugello       | Mick Doohan    | Luca Cadalora  | Kevin Schwantz | Luca Cadalora  | Luca Cadalora   | Mick Doohan            | Honda                        |
| 9  | 17.07. | GP von Frankreich      | Le Mans       | Mick Doohan    | John Kocinski  | Àlex Crivillé  | Mick Doohan    | Mick Doohan     | Mick Doohan            | Honda                        |
| 10 | 24.07. | GP von Großbritannien  | Donington     | Kevin Schwantz | Mick Doohan    | Luca Cadalora  | Mick Doohan    | Kevin Schwantz  | Mick Doohan            | Honda                        |
| 11 | 21.08. | GP von Tschechien      | Brünn         | Mick Doohan    | Shin’ichi Itō  | Luca Cadalora  | Luca Cadalora  | Shin’ichi Itō   | Mick Doohan            | Honda                        |
| 12 | 11.09. | GP der USA             | Laguna Seca   | Luca Cadalora  | John Kocinski  | Mick Doohan    | Mick Doohan    | John Kocinski   | Mick Doohan            | Honda                        |
| 13 | 25.09. | GP von Argentinien     | Buenos Aires  | Mick Doohan    | Doug Chandler  | John Kocinski  | John Kocinski  | Mick Doohan     | Mick Doohan            | Honda                        |
| 14 | 09.10. | GP von Europa          | Barcelona     | Luca Cadalora  | Mick Doohan    | John Kocinski  | Luca Cadalora  | Mick Doohan     | Mick Doohan            | Honda                        |

### Fahrerwertung
| 1  | Mick Doohan       | Honda                  | 317 |
| 2  | Luca Cadalora     | Yamaha                 | 174 |
| 3  | John Kocinski     | Cagiva                 | 172 |
| 4  | Kevin Schwantz    | Suzuki                 | 169 |
| 5  | Alberto Puig      | Honda                  | 152 |
| 6  | Àlex Crivillé     | Honda                  | 144 |
| 7  | Shin’ichi Itō     | Honda                  | 141 |
| 8  | Alex Barros       | Suzuki                 | 134 |
| 9  | Doug Chandler     | Cagiva                 | 96  |
| 10 | Niall Mackenzie   | ROC-Yamaha             | 69  |
| 11 | Bernard Garcia    | ROC-Yamaha             | 56  |
| 12 | Jeremy McWilliams | Yamaha                 | 49  |
| 13 | Daryl Beattie     | Yamaha                 | 44  |
| 14 | John Reynolds     | Harris-Yamaha          | 43  |
| 15 | Sean Emmett       | Harris-Yamaha / Suzuki | 34  |
| 16 | Juan López Mella  | ROC-Yamaha / Suzuki    | 26  |
| 17 | Norick Abe        | Honda / Yamaha         | 20  |

| 18 | Laurent Naveau       | ROC-Yamaha                 | 19 |
| 19 | Jean-Pierre Jeandat  | ROC-Yamaha                 | 17 |
| 20 | Cristiano Migliorati | ROC-Yamaha                 | 12 |
| 21 | Marc Garcia          | ROC-Yamaha                 | 11 |
| 22 | Toshihiko Honma      | Yamaha                     | 10 |
| 23 | Jean Foray           | ROC-Yamaha                 | 8  |
| 24 | Loris Reggiani       | Aprilia                    | 7  |
| 25 | Bernard Haenggeli    | ROC-Yamaha                 | 7  |
| 26 | Julián Miralles      | ROC-Yamaha                 | 7  |
| 27 | Bruno Bonhuil        | ROC-Yamaha                 | 7  |
| 28 | Hervé Moineau        | ROC-Yamaha                 | 5  |
| 29 | Scott Doohan         | Harris-Yamaha              | 4  |
| 30 | Udo Mark             | Harris-Yamaha / ROC-Yamaha | 2  |
| 31 | Lucio Pedercini      | ROC-Yamaha                 | 2  |
| 32 | Neil Hodgson         | Harris-Yamaha              | 1  |
|    | Andrew Stroud        | ROC-Yamaha                 | 1  |

### Konstrukteurswertung
| 1 | Honda         | 317 |
| 2 | Suzuki        | 214 |
| 3 | Yamaha        | 189 |
| 4 | Cagiva        | 187 |
| 5 | ROC-Yamaha    | 93  |
| 6 | Harris-Yamaha | 53  |
| 7 | Aprilia       | 7   |

## 250-cm³-Klasse

### Rennergebnisse
|    | Datum  | Rennen                 | Strecke       | Platz 1              | Platz 2         | Platz 3              | Pole-Position   | Schn. Rennrunde | Gesamtführender Fahrer | Gesamtführender Konstrukteur |
| -- | ------ | ---------------------- | ------------- | -------------------- | --------------- | -------------------- | --------------- | --------------- | ---------------------- | ---------------------------- |
| 1  | 29.03. | GP von Australien      | Eastern Creek | Max Biaggi           | Doriano Romboni | Loris Capirossi      | Loris Capirossi | Max Biaggi      | Max Biaggi             | Aprilia                      |
| 2  | 10.04. | GP von Malaysia        | Shah Alam     | Max Biaggi           | Tadayuki Okada  | Loris Capirossi      | Max Biaggi      | Max Biaggi      | Max Biaggi             | Aprilia                      |
| 3  | 24.04. | GP von Japan           | Suzuka        | Tadayuki Okada       | Loris Capirossi | Tōru Ukawa           | Max Biaggi      | Max Biaggi      | Max Biaggi             | Honda                        |
| 4  | 08.05. | GP von Spanien         | Jerez         | Jean-Philippe Ruggia | Doriano Romboni | Tadayuki Okada       | Loris Capirossi | Max Biaggi      | Tadayuki Okada         | Honda                        |
| 5  | 22.05. | GP von Österreich      | Salzburgring  | Loris Capirossi      | Max Biaggi      | Doriano Romboni      | Max Biaggi      | Loris Capirossi | Tadayuki Okada         | Honda                        |
| 6  | 12.06. | 58. GP von Deutschland | Hockenheim    | Loris Capirossi      | Max Biaggi      | Doriano Romboni      | Loris Capirossi | Loris Capirossi | Max Biaggi             | Honda                        |
| 7  | 25.06. | 64. Dutch TT           | Assen         | Max Biaggi           | Tadayuki Okada  | Wilco Zeelenberg     | Max Biaggi      | Max Biaggi      | Max Biaggi             | Honda                        |
| 8  | 03.07. | GP von Italien         | Mugello       | Ralf Waldmann        | Tetsuya Harada  | Loris Capirossi      | Max Biaggi      | Max Biaggi      | Max Biaggi             | Honda                        |
| 9  | 17.07. | GP von Frankreich      | Le Mans       | Loris Capirossi      | Doriano Romboni | Max Biaggi           | Doriano Romboni | Loris Capirossi | Max Biaggi             | Honda                        |
| 10 | 24.07. | GP von Großbritannien  | Donington     | Loris Capirossi      | Tadayuki Okada  | Doriano Romboni      | Loris Capirossi | Loris Capirossi | Max Biaggi             | Honda                        |
| 11 | 21.08. | GP von Tschechien      | Brünn         | Max Biaggi           | Ralf Waldmann   | Jean-Philippe Ruggia | Max Biaggi      | Max Biaggi      | Max Biaggi             | Honda                        |
| 12 | 11.09. | GP der USA             | Laguna Seca   | Doriano Romboni      | Max Biaggi      | Tetsuya Harada       | Doriano Romboni | Max Biaggi      | Max Biaggi             | Honda                        |
| 13 | 25.09. | GP von Argentinien     | Buenos Aires  | Tadayuki Okada       | Max Biaggi      | Tetsuya Harada       | Loris Capirossi | Tetsuya Harada  | Max Biaggi             | Honda                        |
| 14 | 09.10. | GP von Europa          | Barcelona     | Max Biaggi           | Loris Capirossi | Doriano Romboni      | Loris Capirossi | Max Biaggi      | Max Biaggi             | Honda                        |

### Fahrerwertung
| 1  | Max Biaggi                | Aprilia | 234 |
| 2  | Tadayuki Okada            | Honda   | 214 |
| 3  | Loris Capirossi           | Honda   | 199 |
| 4  | Doriano Romboni           | Honda   | 170 |
| 5  | Ralf Waldmann             | Honda   | 156 |
| 6  | Jean-Philippe Ruggia      | Aprilia | 149 |
| 7  | Tetsuya Harada            | Yamaha  | 109 |
| 8  | Jean-Michel Bayle         | Aprilia | 105 |
| 9  | Luis d’Antin              | Honda   | 100 |
| 10 | Nobuatsu Aoki             | Honda   | 95  |
| 11 | Wilco Zeelenberg          | Honda   | 84  |
| 12 | Carlos Checa              | Honda   | 54  |
| 13 | Eskil Suter               | Aprilia | 42  |
| 14 | Adrian Bosshard           | Honda   | 34  |
| 15 | Andreas Preining          | Aprilia | 30  |
| 16 | Patrick van den Goorbergh | Aprilia | 27  |

| 17 | Jürgen van den Goorbergh | Aprilia         | 24 |
| 18 | Kenny Roberts jr.        | Yamaha          | 23 |
| 19 | Tōru Ukawa               | Honda           | 16 |
| 20 | Takuma Aoki              | Honda           | 11 |
|    | Marcellino Lucchi        | Aprilia         | 11 |
| 22 | Toshihiko Honma          | Yamaha          | 11 |
| 23 | Alessandro Gramigni      | Aprilia         | 10 |
| 24 | Luis Carlos Maurel       | Honda           | 10 |
| 25 | Bernd Kassner            | Honda           | 9  |
| 26 | Giuseppe Fiorillo        | Honda           | 8  |
| 27 | Adi Stadler              | Honda           | 8  |
| 28 | Craig Connell            | Honda           | 5  |
| 29 | Miguel Angel Castilla    | Yamaha          | 5  |
| 30 | Juan Borja               | Aprilia / Honda | 5  |
| 31 | José Luis Cardoso        | Aprilia         | 2  |

### Konstrukteurswertung
| 1 | Honda   | 320 |
| 2 | Aprilia | 283 |
| 3 | Yamaha  | 112 |

## 125-cm³-Klasse

### Rennergebnisse
|    | Datum  | Rennen                 | Strecke       | Platz 1           | Platz 2           | Platz 3           | Pole-Position     | Schn. Rennrunde   | Gesamtführender Fahrer | Gesamtführender Konstrukteur |
| -- | ------ | ---------------------- | ------------- | ----------------- | ----------------- | ----------------- | ----------------- | ----------------- | ---------------------- | ---------------------------- |
| 1  | 29.03. | GP von Australien      | Eastern Creek | Kazuto Sakata     | Peter Öttl        | Garry McCoy       | Kazuto Sakata     | Kazuto Sakata     | Kazuto Sakata          | Aprilia                      |
| 2  | 10.04. | GP von Malaysia        | Shah Alam     | Noboru Ueda       | Kazuto Sakata     | Jorge Martínez    | Kazuto Sakata     | Noboru Ueda       | Kazuto Sakata          | Aprilia                      |
| 3  | 24.04. | GP von Japan           | Suzuka        | Takeshi Tsujimura | Kazuto Sakata     | Hideyuki Nakajō   | Noboru Ueda       | Kazuto Sakata     | Kazuto Sakata          | Honda                        |
| 4  | 08.05. | GP von Spanien         | Jerez         | Kazuto Sakata     | Peter Öttl        | Herri Torrontegui | Kazuto Sakata     | Peter Öttl        | Kazuto Sakata          | Aprilia                      |
| 5  | 22.05. | GP von Österreich      | Salzburgring  | Dirk Raudies      | Noboru Ueda       | Garry McCoy       | Noboru Ueda       | Dirk Raudies      | Kazuto Sakata          | Honda                        |
| 6  | 12.06. | 58. GP von Deutschland | Hockenheim    | Dirk Raudies      | Kazuto Sakata     | Tomomi Manako     | Noboru Ueda       | Dirk Raudies      | Kazuto Sakata          | Honda                        |
| 7  | 25.06. | 64. Dutch TT           | Assen         | Takeshi Tsujimura | Jorge Martínez    | Loek Bodelier     | Noboru Ueda       | Takeshi Tsujimura | Kazuto Sakata          | Honda                        |
| 8  | 03.07. | GP von Italien         | Mugello       | Noboru Ueda       | Kazuto Sakata     | Takeshi Tsujimura | Roberto Locatelli | Kazuto Sakata     | Kazuto Sakata          | Honda                        |
| 9  | 17.07. | GP von Frankreich      | Le Mans       | Noboru Ueda       | Takeshi Tsujimura | Kazuto Sakata     | Kazuto Sakata     | Hideyuki Nakajō   | Kazuto Sakata          | Honda                        |
| 10 | 24.07. | GP von Großbritannien  | Donington     | Takeshi Tsujimura | Stefano Perugini  | Peter Öttl        | Kazuto Sakata     | Peter Öttl        | Kazuto Sakata          | Honda                        |
| 11 | 21.08. | GP von Tschechien      | Brünn         | Kazuto Sakata     | Noboru Ueda       | Stefano Perugini  | Kazuto Sakata     | Kazuto Sakata     | Kazuto Sakata          | Honda                        |
| 12 | 11.09. | GP der USA             | Laguna Seca   | Takeshi Tsujimura | Stefano Perugini  | Peter Öttl        | Kazuto Sakata     | Stefano Perugini  | Kazuto Sakata          | Honda                        |
| 13 | 25.09. | GP von Argentinien     | Buenos Aires  | Jorge Martínez    | Noboru Ueda       | Stefano Perugini  | Noboru Ueda       | Stefano Perugini  | Kazuto Sakata          | Honda                        |
| 14 | 09.10. | GP von Europa          | Barcelona     | Dirk Raudies      | Peter Öttl        | Haruchika Aoki    | Dirk Raudies      | Peter Öttl        | Kazuto Sakata          | Honda                        |

### Fahrerwertung
| 1  | Kazuto Sakata      | Aprilia | 224 |
| 2  | Noboru Ueda        | Honda   | 194 |
| 3  | Takeshi Tsujimura  | Honda   | 190 |
| 4  | Dirk Raudies       | Honda   | 162 |
| 5  | Peter Öttl         | Aprilia | 160 |
| 6  | Jorge Martínez     | Yamaha  | 135 |
| 7  | Stefano Perugini   | Aprilia | 106 |
| 8  | Masaki Tokudome    | Honda   | 87  |
| 9  | Oliver Petrucciani | Aprilia | 74  |
| 10 | Herri Torrontegui  | Aprilia | 73  |
| 11 | Hideyuki Nakajō    | Honda   | 70  |
| 12 | Haruchika Aoki     | Honda   | 59  |
| 13 | Garry McCoy        | Aprilia | 56  |
| 14 | Akira Saitō        | Honda   | 53  |
| 15 | Loek Bodelier      | Honda   | 48  |
| 16 | Fausto Gresini     | Honda   | 46  |
| 17 | Gianluigi Scalvini | Aprilia | 32  |

| 18 | Oliver Koch       | Honda           | 30 |
| 19 | Carlos Giró jr.   | Aprilia         | 26 |
| 20 | Tomomi Manako     | Honda           | 24 |
| 21 | Stefan Prein      | Yamaha          | 17 |
| 22 | Emilio Alzamora   | Honda           | 16 |
| 23 | Bruno Casanova    | Honda           | 15 |
| 24 | Gabriele Debbia   | Aprilia / Honda | 11 |
| 25 | Manfred Geissler  | Aprilia         | 9  |
| 26 | Yoshiaki Katō     | Yamaha          | 8  |
| 27 | Emilio Cuppini    | Aprilia         | 7  |
| 28 | Tomoko Igata      | Honda           | 7  |
| 29 | Roberto Locatelli | Aprilia         | 6  |
| 30 | Lucio Cecchinello | Honda           | 5  |
| 31 | Kunihiro Amano    | Honda           | 4  |
| 32 | Juan Maturana     | Yamaha          | 4  |
| 33 | Frédéric Petit    | Yamaha          | 2  |

### Konstrukteurswertung
| 1 | Honda   | 316 |
| 2 | Aprilia | 276 |
| 3 | Yamaha  | 143 |

## Gespanne (500 cm³)

### Rennergebnisse
|   | Datum  | Rennen                 | Strecke        | Platz 1                          | Platz 2                              | Platz 3                          | Pole-Position                    | Schn. Rennrunde                  | Gesamtführender                  |
| - | ------ | ---------------------- | -------------- | -------------------------------- | ------------------------------------ | -------------------------------- | -------------------------------- | -------------------------------- | -------------------------------- |
| 1 | 02.05. | Großbritannien         | Donington      | Derek Brindley / Paul Hutchinson | Markus Bösiger / Jürg Egli           | Steve Webster / Adolf Hänni      | Rolf Biland / Kurt Waltisperg    | Steve Abbott / Julian Tailford   | Derek Brindley / Paul Hutchinson |
| 2 | 12.06. | 58. GP von Deutschland | Hockenheim     | Rolf Biland / Kurt Waltisperg    | Steve Webster / Adolf Hänni          | Steve Abbott / Julian Tailford   | Rolf Biland / Kurt Waltisperg    | Paul Güdel / Charly Güdel        | Steve Webster / Adolf Hänni      |
| 3 | 25.06. | 64. Dutch TT           | Assen          | Rolf Biland / Kurt Waltisperg    | Klaus Klaffenböck / Christian Parzer | Derek Brindley / Paul Hutchinson | Rolf Biland / Kurt Waltisperg    | Steve Webster / Adolf Hänni      | Rolf Biland / Kurt Waltisperg    |
| 4 | 17.07. | Österreich             | Österreichring | Darren Dixon / Andy Hetherington | Markus Bösiger / Jürg Egli           | Rolf Biland / Kurt Waltisperg    | Darren Dixon / Andy Hetherington | Darren Dixon / Andy Hetherington | Rolf Biland / Kurt Waltisperg    |
| 5 | 24.07. | GP von Großbritannien  | Donington      | Rolf Biland / Kurt Waltisperg    | Derek Brindley / Paul Hutchinson     | Steve Webster / Adolf Hänni      | Rolf Biland / Kurt Waltisperg    | Rolf Biland / Kurt Waltisperg    | Rolf Biland / Kurt Waltisperg    |
| 6 | 21.08. | GP von Tschechien      | Brünn          | Rolf Biland / Kurt Waltisperg    | Markus Bösiger / Jürg Egli           | Steve Webster / Adolf Hänni      | Rolf Biland / Kurt Waltisperg    | Rolf Biland / Kurt Waltisperg    | Rolf Biland / Kurt Waltisperg    |
| 7 | 11.09. | Niederlande            | Assen          | Rolf Biland / Kurt Waltisperg    | Darren Dixon / Andy Hetherington     | Steve Webster / Adolf Hänni      | Rolf Biland / Kurt Waltisperg    | Derek Brindley / Paul Hutchinson | Rolf Biland / Kurt Waltisperg    |
| 8 | 09.10. | GP von Europa          | Barcelona      | Darren Dixon / Andy Hetherington | Paul Güdel / Charly Güdel            | Steve Abbott / Julian Tailford   | Rolf Biland / Kurt Waltisperg    | Rolf Biland / Kurt Waltisperg    | Rolf Biland / Kurt Waltisperg    |

### Fahrerwertung
| 1  | Rolf Biland        | Kurt Waltisperg                                                                                 | LCR-Swissauto        | 141 |
| 2  | Steve Webster      | Adolf Hänni                                                                                     | LCR-Yamaha           | 104 |
| 3  | Derek Brindley     | Paul Hutchinson                                                                                 | LCR-Honda            | 96  |
| 4  | Markus Bösiger     | Jürg Egli                                                                                       | LCR-ADM              | 88  |
| 5  | Paul Güdel         | Charly Güdel                                                                                    | LCR-ADM              | 86  |
| 6  | Klaus Klaffenböck  | Christian Parzer                                                                                | LCR-Bartol           | 82  |
| 7  | Darren Dixon       | Andy Hetherington                                                                               | LCR-Yamaha / LCR-ADM | 78  |
| 8  | Steve Abbott       | Julian Tailford                                                                                 | Windle-Krauser       | 74  |
| 9  | Barry Brindley     | Scott Whiteside                                                                                 | LCR-Yamaha           | 52  |
| 10 | Yoshisada Kumagaya | Simon Prior (†) bzw. Rinie Bettgens bzw. Mike Finnegan bzw. Steve Pointer                       | LCR-ADM              | 52  |
| 11 | Jukka Lauslehto    | Juha Joutsen bzw. Hannu Metsäranta                                                              | LCR-ADM              | 50  |
| 12 | Ralph Bohnhorst    | Peter Brown                                                                                     | LCR-Steinhausen      | 48  |
| 13 | Markus Egloff      | Urs Egloff                                                                                      | LCR-Yamaha           | 26  |
| 14 | Tony Wyssen        | Kilian Wyssen                                                                                   | LCR-Krauser          | 23  |
| 15 | Kevin Webster      | Phillip Coombes bzw. Andy Peach bzw. Harry Hofsteenge                                           | LCR-Krauser          | 23  |
| 16 | Mark Reddington    | Trevor Crone                                                                                    | LCR-ADM              | 21  |
| 17 | Billy Gällros      | Shaun Smith bzw. Peter Berglund                                                                 | LCR-Yamaha           | 17  |
| 18 | Benny Janssen      | Frans Geurts van Kessel                                                                         | LCR-Yamaha           | 16  |
| 19 | Gary Knight        | Trevor Hopkinson                                                                                | Windle-Krauser       | 11  |
| 20 | Kieron Kavanagh    | Mike Finnegan bzw. Gary Broadley bzw. Phillip Coombes bzw. David Horne bzw. Michel van Puyvelde | LCR-Krauser          | 8   |
| 21 | Reiner Koster      | Oscar Combi bzw. Peter Höss                                                                     | LCR-ADM              | 8   |
| 22 | David Hoskin       | David James                                                                                     | LCR-ADM              | 4   |
| 23 | Markus Schlosser   | Giancarlo Cavadini                                                                              | LCR-ADM              | 3   |
|    | Ian Wilford        | Craig Hallam bzw. Mick Wynn                                                                     | LCR-ADM              | 3   |
|    | André Vögeli       | Hansueli Wickli                                                                                 | LCR-Yamaha           | 3   |

### Konstrukteurswertung
| 1  | LCR-Swissauto   | 154 |
| 2  | LCR-ADM         | 110 |
| 3  | LCR-Krauser     | 109 |
| 4  | LCR-Honda       | 106 |
| 5  | Windle-Krauser  | 95  |
| 6  | Padgett-LCR-ADM | 70  |
| 7  | LCR-Yamaha      | 69  |
| 8  | LCR-Bartol      | 49  |
| 9  | LCR-Steinhausen | 48  |
| 10 | LCR-ADM-Yamaha  | 5   |